# 单齿玄参
单齿玄参（学名：Scrophularia mandarinorum）为玄参科玄参属下的一个种。

## 扩展阅读
維基物種上的相關：单齿玄参